# André Saeys
André Saeys (20 de fevereiro de 1911 - 22 de março de 1988) foi um futebolista belga que competiu na Copa do Mundo FIFA de 1930.